# Símbolos de Azerbaiyán
Los símbolos de Azerbaiyán son la bandera de Azerbaiyán, el escudo, himno nacional.

## Bandera

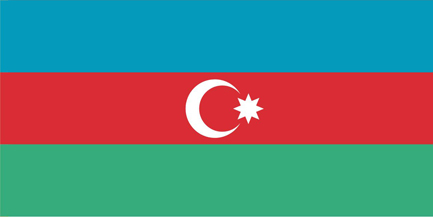
La bandera estatal de Azerbaiyán

La bandera estatal actual de Azerbaiyán fue adoptada por primera vez el 9 de noviembre de 1918 cuando Azerbaiyán logró su independencia del Imperio ruso por los gobernantes de la República Democrática de Azerbaiyán. Esta bandera duró hasta 1920. La bandera estatal fue readoptada oficialmente el 5 de febrero de 1991 tras la recuperación de su independencia.
El tricolor compuesta por tres franjas horizontales de igual anchura, siendo azul (representa el origen turco) la superior, roja (simboliza la modernización y el progreso) la central y verde (muestra la pertenencia a la civilización islámica) la inferior. En la franja central se aparecen una media luna blanca y una estrella de ocho puntas de color blanco.  
Según el orden del presidente azerbaiyano Ilham Aliyev del 17 de noviembre de 2009, el día de 9 de noviembre fue proclamada como “Día de bandera estatal”.

El escudo de Azerbaiyán

## Emblema nacional
El escudo de Azerbaiyán mezcla elementos tradicionales y modernos. Es un símbolo de la independencia del estado azerbaiyano. El proyecto del emblema nacional actual surgió durante los años 1918-1920 de la República Democrática de Azebaiyán, pero no fue posible aprobar y entrarlo en vigor como símbolo nacional. A principios del año 1993 Milli Majlis de la República de Azerbaiyán confirmó el diseño del proyecto del escudo de la República Democrática de Azerbaiyán con algunas variaciones. El emblema nacional fue adoptada por la Ley número 460 de 19 de enero de 1993 de la Constitución de la República Azerbaiyána “Sobre el escudo nacional de la República Azerbaiyána”.
El punto focal del emblema es el fuego (relacionado con las antiguas religiones como el zoroastrismo y también representa el nombre de Alá). Los colores usados en el emblema son de la bandera. La estrella simboliza las ocho ramas del pueblo turco, y entre cada punta de la estrella se encuentra un círculo amarillo (besante). En la parte inferior del emblema hay un manojo de trigo y en la parte inferior es el roble.

## Himno nacional
El título original del himno nacional de Azerbaiyán es Marcha de Azerbaiyán («Azərbaycan marşı»). La letra fue escrita por el poeta Ahmed Javad, y la música fue compuesta por el gran compositor azerbaiyano Uzeyir Hacibayov.
Según la decisión de la Asamblea Nacional de Azerbaiyán del 28 de mayo de 1992 “Marcha azerbaiyana” fue adoptada como el himno nacional. El 2 de marzo de 1993 fue aprobada la Disposición sobre himno estatal de la República de Azerbaiyán.